# Lipót Fejér
Lipót Fejér (sau Leopold Fejér, n. 9 februarie 1880 la Pécs - d. 15 octombrie 1959 la Budapesta) a fost un matematician maghiar.
Numele său inițial a fost Leopold Weiss, pe care l-a schimbat sub forma maghiară în jurul anului 1900.

## Biografie
Studiile superioare le-a parcurs la universități din Budapesta, Berlin, Paris și Göttingen.
În 1902 obține doctoratul în filozofie.
În perioada 1901-1905 a fost repetitor la Universitatea din Budapesta. În perioada 1905-1911 este profesor adjunct la Universitatea Franz Joseph din Cluj.
În 1908 devine membru corespondent, ca în 1930 să devină membru titular al Academiei de Științe din Ungaria.
De asemenea, a fost membru de examinare în Colegiul din Budapesta.
În 1908 a fost premiat pentru contribuțiile sale în domeniul matematicii.
A fost membru în Consiliul de Redactare al revistei Circolo matematico din Palermo, membru al mai multor academii și societăți științifice din străinătate și vicepreședinte al Congresului Matematicienilor din Cambridge.

## Activitate științifică
Este considerat unul dintre creatorii analizei funcționale.
A efectuat cercetări importante în analiza matematică (teoria funcțiilor, teoria interpolării, teoria seriilor trigonometrice).
Lucrările sale din domeniul seriilor trigonometrice au dat o nouă direcție evoluției analizei matematice.
În 1903, bazat pe o teoremă a lui Cesaro, a propus o nouă metodă de însumare a seriilor trigonometrice, prin care a devenit celebru.
Printre matematicienii români care au abordat descoperirile lui Fejér se pot menționa: Tiberiu Popoviciu (1962) și Gh. Pick (1962).

## Scrieri
- 1904: Untersuchungen über Fourier'sche Reihen
- 1906: Das Ostwald'sche Prinzip in der Mechanik
- 1907: Über die Fourierschen Reihen
- 1911: Sur les singularités de la série de Fourier des fonctions continues.